# Артёмовское городское поселение
Артёмовское городское поселение или Артёмовское муниципальное образование — муниципальное образование со статусом городского поселения в Бодайбинском районе Иркутской области России. 
Административный центр — рабочий посёлок (пгт) Артёмовский.

## Население
| 2010  | 2011  | 2012  | 2013  | 2014  | 2015  | 2016  |
| ----- | ----- | ----- | ----- | ----- | ----- | ----- |
| 2024  | ↘2014 | ↘1943 | ↘1870 | ↘1802 | ↘1741 | ↘1682 |
| 2017  | 2021  |       |       |       |       |       |
| ↘1636 | ↘945  |       |       |       |       |       |

По результатам Всероссийской переписи населения 2010 года
численность населения муниципального образования составила 2024 человека, в том числе 1016 мужчин и 1008 женщин.

## Населённые пункты
В состав городского поселения входят населённые пункты:
| № | Населённый пункт | Тип                   | Население |
| - | ---------------- | --------------------- | --------- |
| 1 | Апрельск         | посёлок               | ↘87       |
| 2 | Артёмовский      | рабочий посёлок (пгт) | ↘910      |
| 3 | Маракан          | посёлок               | ↘378      |